# Hen 2-428
Hen 2-428 (Henize 2-428) — планетарная туманность, содержащая в ядре систему из двух белых карликов. Такая двойная система является первым открытым кандидатом в сверхновые типа Ia, происходящие в данном случае при слиянии двух белых карликов. На момент обнаружения данная система являлась наиболее тяжёлой среди открытых систем из двух белых карликов.

## Планетарная туманность
Планетарная туманность несимметрична, что является результатом наличия в ядре более чем одной звезды.

## Система из двух белых карликов
Двойное строение звезды в центре Hen 2-428 была обнаружена в 2014 году при исследовании вопроса о неправильной форме туманности.
Образующие центральную систему белые карлики обращаются друг вокруг друга с периодом около 4 часов. Суммарная масса звёзд равна 1,8 массы Солнца, каждая звезда имеет массу меньше солнечной. По состоянию на 2015 год эта система является наиболее массивной среди известных систем из двух белых карликов.

### Система-предшественник потенциально возможной сверхновой типа Ia
Считается, что находящиеся в ядре туманности белые карлики сольются в единую звезду в ближайшие 700 миллионов лет, при этом произойдёт вспышка сверхновой типа Ia. Сближение звёзд происходит вследствие излучения ими гравитационных волн, что приводит к потере орбитальной энергии. Вспышка сверхновой произойдёт из-за превышения массой итоговой звезды предела Чандрасекара, равного 1,4 массы Солнца. Данная система является первым известным кандидатом в двойные состоящие из белых карликов звёзды, чьё слияние создаст сверхновую типа Ia. Исследование двойной системы важно для астрофизиков, поскольку сверхновые типа Ia являются стандартными свечами, помогающими измерять расстояние до далёких объектов, поэтому понимание процесса возникновения сверхновой позволит лучше изучить вариации стандартных свеч, что позволит уменьшить ошибки измерения расстояний.